# Oneirodes pietschi
Oneirodes pietschi är en fiskart som beskrevs av Ho och Shao 2004. Oneirodes pietschi ingår i släktet Oneirodes och familjen Oneirodidae. Inga underarter finns listade i Catalogue of Life.